# Józef Jarosz

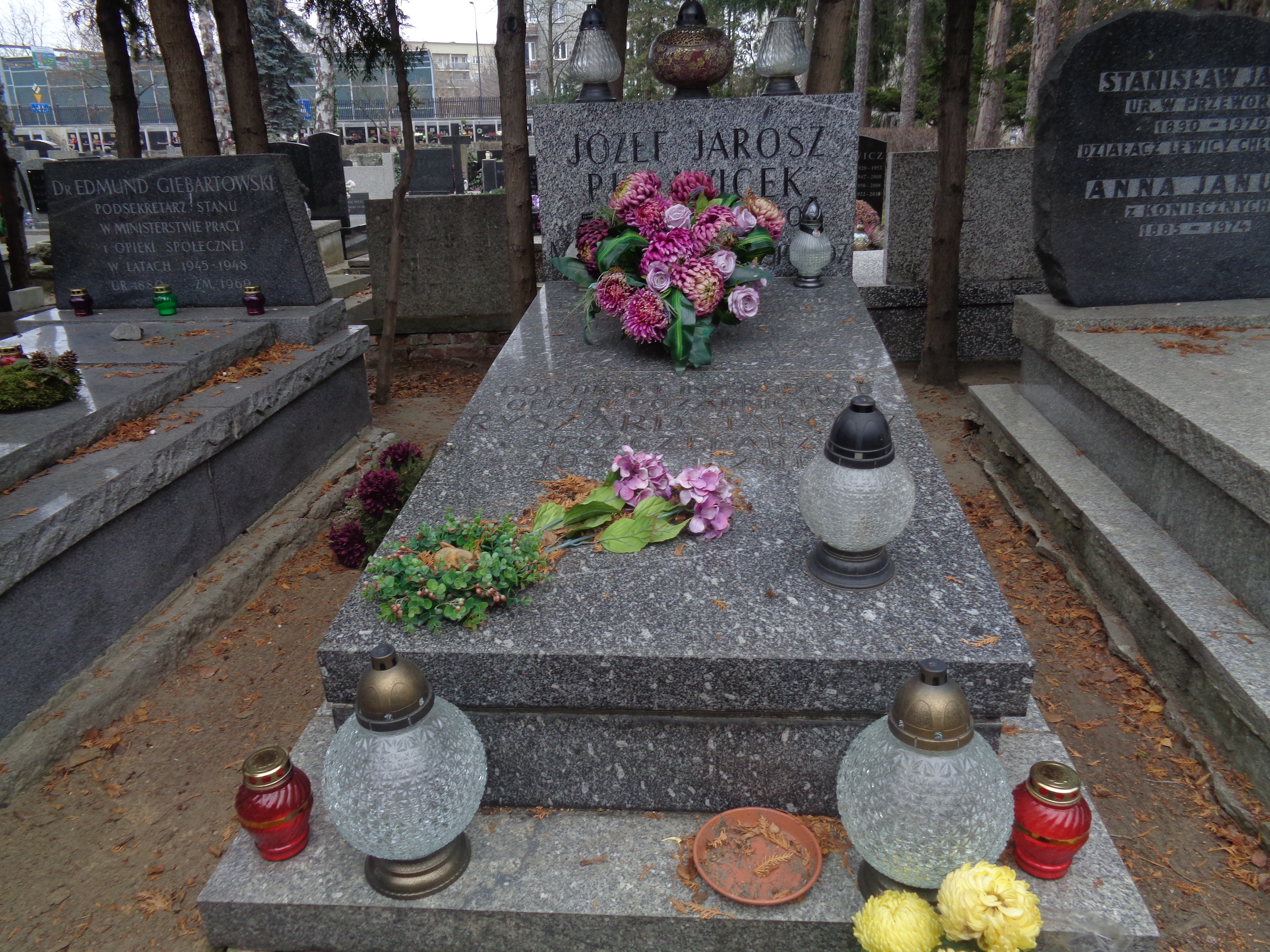
Grób Józefa Jarosza na Cmentarzu Wojskowym na Powązkach

Józef Jarosz ps. „Wicek” (ur. 3 listopada 1902 w Sadkowicach, pow. lipskim, zm. 25 lutego 1970 w Czekarzewicach, pow. lipskim) – działacz Komunistycznej Partii Polski (KPP) i Polskiej Partii Robotniczej (PPR), organizator oddziałów partyzanckich Gwardii Ludowej (GL) i Armii Ludowej (AL) w okręgach Radom i Kielce.

## Życiorys
W 1917 rozpoczął naukę w seminarium nauczycielskim w Solcu nad Wisłą. Rok później wstąpił do Polskiej Organizacji Wojskowej, w listopadzie 1918 brał udział w rozbrajaniu Niemców, następnie zaciągnął się do 1 lubelskiego pułku ułanów, skąd skierowano go do podoficerskiej szkoły saperów. Po jej ukończeniu walczył w wojnie polsko-bolszewickiej 1920 w 2 pułku saperów, po czym wrócił do Sadkowic. W 1924 wstąpił do KPP. W 1925 wyjechał na pół roku do Francji w poszukiwaniu pracy. Po powrocie do kraju rozwinął działalność w KPP; był kolejno członkiem Komitetu Dzielnicowego (KD) w Ćmielowie, sekretarzem KD w Tarłowie, a od 1928 członkiem Komitetu Okręgowego (KO) KPP w Ostrowcu Świętokrzyskim. Za działalność komunistyczną był kilkakrotnie aresztowany i więziony.
Po zakończeniu działań wojennych w październiku 1939 rozpoczął działalność konspiracyjną, nawiązując kontakty z byłymi działaczami KPP i radykalnymi ludowcami. Współorganizator i przywódca założonej w Ostrowcu w maju 1940 organizacji konspiracyjnej Zjednoczenie Robotniczo-Chłopskie, wydającej pismo „Głos Ziemi Radomskiej”. W kwietniu 1942, po odbyciu konferencji z przedstawicielami kierownictwa PPR, podporządkował tej partii całą sieć organizacyjną ZRCh. Został członkiem Komitetu Okręgowego PPR w Radomiu, a w grudniu 1942 dowódcą Radomskiego Okręgu GL. W październiku 1943 został sekretarzem okręgowym PPR w Kielcach, gdzie okresowo był również dowódcą Okręgu GL. Od sierpnia 1944 dowodził Radomskim Okręgiem AL. Awansowany do stopnia pułkownika. W grudniu 1944 został sekretarzem III Komitetu Obwodowego PPR (Radom-Kielce-Częstochowa) i uczestniczył w organizowaniu konspiracyjnych rad narodowych. W styczniu 1945 został II sekretarzem Komitetu Wojewódzkiego (KW) PPR w Kielcach. Od 20 maja do 4 czerwca 1945 był członkiem Centralnej Komisji Kontroli Partii (CKKP). Delegat na I Zjazd PPR w grudniu 1945. Kierownik personalny w Zarządzie Głównym (ZG) ZBoWiD. 1947–1949 studiował zaocznie w Akademii Nauk Politycznych. Później był szefem Wojskowego Rejonowego Zarządu Kwatermistrzostwa w Łodzi. Autor wspomnień pt. Ze wspomnień dowódcy okręgu GL i AL (Warszawa 1962).
Gdy 19 stycznia 1944 we wsi Pardołów w powiecie koneckim oddziały NSZ dowodzone przez Stanisława Masłochę i Józefa Wyrwę zamordowały 10 członków PPR, Józef Jarosz w swoim meldunku obciążył tą zbrodnią Jana Piwnika „Ponurego”, mimo że ten przebywał wówczas w Warszawie. Tę fałszywą informację powielił organ prasowy PPR, „Trybuna Wolności”, przeczytała ją w Moskwie pisarka i działaczka ZPP Janina Broniewska i zamieściła w swojej książce Z notatnika korespondenta wojennego, będącej do 1966 roku obowiązkową lekturą szkolną.
Został pochowany z honorami 29 maja 1970 roku na Cmentarzu Wojskowym na Powązkach (kwatera A2-tuje-8). W pogrzebie udział wziął sekretarz KC PZPR, prezes ZG ZBoWiD gen. Mieczysław Moczar oraz marszałek Polski Michał Żymierski.

## Odznaczenia
- Order Sztandaru Pracy I klasy,
- Krzyż Grunwaldu III klasy (12 czerwca 1948)[3],
- Krzyż Srebrny Orderu Virtuti Militari,
- Krzyż Walecznych (6 września 1946)[4],
- Krzyż Partyzancki.